# Hadji Panglima Tahil
Hadji Panglima Tahil is een gemeente in de Filipijnse provincie Sulu. Bij de laatste census in 2007 had de gemeente ruim zesduizend inwoners.

## Geografie

### Bestuurlijke indeling
Hadji Panglima Tahil is onderverdeeld in de volgende 5 barangays:
| - Bangas - Bubuan - Kabuukan - Pag-asinan - Teomabal |

## Demografie
Hadji Panglima Tahil had bij de census van 2007 een inwoneraantal van 6.192 mensen. Dit zijn 878 mensen (16,5%) meer dan bij de vorige census van 2000. De gemiddelde jaarlijkse groei komt daarmee uit op 2,13%, hetgeen hoger is dan het landelijk jaarlijks gemiddelde over deze periode (2,04%). Vergeleken met de census van 1995 is het aantal mensen met 1.773 (40,1%) toegenomen.

De bevolkingsdichtheid van Hadji Panglima Tahil was ten tijde van de laatste census, met 6.192 inwoners op 67,9 km², 91,2 mensen per km².